# Moshe Sanbar

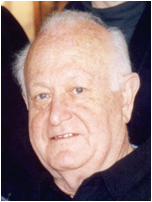
Moshe Sanbar

Moshe Sanbar (hebreiska: משה זנבר), född som Gusztáv Sandberg 29 mars 1926 i Kecskemét i Ungern, död 1 oktober 2012 i Tel Aviv, var en israelisk ekonom som 1971–1976 var chef för den israeliska centralbanken.
Sanbar-institutet grundades för att hedra Moshe Sanbar. Institutets mål var att stimulera forskning av huvudfrågor i Israels ekonomiska och affärsmässiga utveckling.
Han var från 1987 till 2003  ordförande för Center of Organizations of Holocaust Survivors i Israel.